# Seden Strand
Seden Strand är en tätort i Odense kommun i Region Syddanmark i Danmark. Tätorten har 327 invånare (2024). Den ligger på Fyn, cirka 6 kilometer nordost om Odense.